# バンジャマン・ダルベレ
バンジャマン・ダルベレ（フランス語: Benjamin Darbelet 1980年11月13日- ）は、フランスのコート＝ドール県ディジョン出身の柔道選手。身長170cm。

## 人物
2004年のアテネオリンピック60kg級では2回戦で崔敏浩に敗れた。2008年の北京オリンピックの柔道男子66kg級で決勝に進出したが、内柴正人に一本負けしたものの銀メダルを獲得した。

## 主な戦績
- 1999年 - ヨーロッパジュニア　優勝
- 2001年 - フランス国際　2位
- 2001年 - 地中海競技大会　優勝
- 2002年 - ロシア国際　2位
- 2002年 - ワールドカップ団体戦　3位
- 2003年 - ロシア国際　優勝
- 2003年 - フランス国際　3位
- 2003年 - ヨーロッパ選手権　優勝
- 2004年 - ヨーロッパ選手権　3位
- 2005年 - フランス国際　2位
- 2005年 - ヨーロッパ選手権　3位
- 2006年 - チェコ国際　優勝
- 2006年 - ヨーロッパ選手権　2位
- 2006年 - ワールドカップ団体戦　3位
- 2007年 - ドイツ国際　優勝
- 2007年 - ヨーロッパ選手権　3位
- 2008年 - 北京オリンピック　2位
- 2009年 - グランドスラム・パリ　2位
- 2010年 - グランドスラム・モスクワ　優勝
- 2010年 - グランプリ・青島　3位
- 2011年 - ワールドマスターズ　5位
- 2011年 - ワールドカップ・ワルシャワ　優勝